# Кревлянка
Кревлянка — річка у Сморгонському й Гродненському районах, Гродненська область, Білорусь. Права притока Березини (басейн Німану).

## Опис
Довжина річки 20 км, площа басейну водозбору 112 км². Формується притоками, безіменними струмками та загатами. Річище упродовж 4,5 км каналізоване (від витоку до села Веребушки).

## Розташування
Бере початок на північно-східній околиці села Крево. Тече переважно на південний схід і за 1,5 км на південний схід від села Кочани впадає в річку Березину, праву притоку річки Німану.

## Цікаві факти
- У XIX столітті на річці існувало декілька водяних млинів[2].